# 黑客道德
《黑客道德》（英語：The Conscience of a Hacker），又稱《黑客宣言》，是一篇短文。它由化名為「The Mentor」（本名洛伊德·布兰肯希普）的黑客於1986年1月8日寫下。布兰肯希普為第二代黑客组織亡命軍團的成員。
作者在被捕後起草了這篇宣言，起草完畢後於地下黑客小雜誌《Phrack》上發表。這份宣言隨即成為駭客文化的基石，當中肯定了科技有解放人類、促進個人表達之效。它的內容已被各大網站轉載，甚至數度出現於大銀幕上。

## 寫作動機
布兰肯希普在回應為何寫下這篇文章時表示：
當時我正在戒駭，而克雷格/閃電騎士則需要為下一期的《Phrack》寫點東西。巧好《严厉的月亮》使我萌生革命之情。
  布兰肯希普於一次公開活動中回答了類似問題：
我只是入侵了一台我不該入侵的電腦，並且對全國各地身同處境的朋友產生了同理心。當時正值《戰爭遊戲》這部電影上映之後沒過多久，主流大眾對於黑客的印象不外乎『嘿，我们要發起一场核战争/一起去玩井字游戏』。所以我决定尝试写點什么，以解釋我們在幹些什麼事，為何要這樣幹。

## 流行文化
1995年的電影《網路駭客》數度引用了這份宣言，不過電影中的宣言是出自黑客雜誌《2600》，而非現實中的正確出處《Phrack》。
在2010年的電影《社群網戰》中，主角马克·扎克伯格於哈佛大學的宿舍上貼了一張海報，上面所印的內容正是出自《黑客宣言》。

## 外部連結
- 短文原文（页面存档备份，存于）